# Love Satisfaction
「Love Satisfaction」（ラブ・サティスファクション）は、日本のメタルバンド、ZAMBの1作目のシングル。2020年6月10日にSACRA MUSICより発売された。

## 概要
- デビューシングル。
- CDは、通常盤、初回生産限定盤、期間限定盤の3形態で発売。
- 表題曲「Love Satisfaction」は、テレビアニメ『邪神ちゃんドロップキック'』のエンディングテーマである。
- 図画曰く、デモ音源の時は現在よりも、もっと過激な歌詞だったと言う。

## 収録曲
1. Love Satisfaction - [04:30]
作詞：図画泉美 作曲：木田竜也 編曲：木田竜也、GAK、長戸大幸
  - テレビアニメ『邪神ちゃんドロップキック'』エンディングテーマ
2. 君に幸あれ - [04:14]
作詞：図画泉美 作曲：GAK 編曲：GAK
3. Love Satisfaction -Instrumental- - [04:30]
4. 君に幸あれ -Instrumental- - [04:12]